# Диброва (Роменский район)
Диброва (укр. Діброва) — посёлок,
Дибровский сельский совет,
Роменский район,
Сумская область,
Украина.
Код КОАТУУ — 5924184901. Население по переписи 2001 года составляло 391 человек .
Является административным центром Дибровского сельского совета, в который, кроме того, входят сёла
Владимировка,
Дзеркалька,
Косаревщина,
Федотово и
Крещатик.

## Географическое положение
Посёлок Диброва находится на одном из истоков реки Хмелевка.
На расстоянии до 2-х км расположены сёла Дзеркалька, Владимировка, Авраменково и Касьяново.

## История
- Посёлок Диброва возник в 1929 году.

## Экономика
- ООО «Диброва».

## Объекты социальной сферы
- Школа.